# Temporada 2023 del Campeonato de España de Resistencia
La Temporada 2023 del Campeonato de España de Resistencia fue la decimoséptima edición de este campeonato organizado por VLine. Por primera vez en el CER, Michelin no fue el único proveedor oficial de neumáticos del campeonato, entrando Hankook. En esta temporada volvió la clase 3 tras 3 años de ausencia (juntando a las divisiones 3 y 4), desapareció la división 5, y las divisiones 1 y 2 son absorbidas por respectivas clases 1 y 2, aunque contaron con muy pocos inscritos durante la temporada. 
Miguel Ángel Romero se llevó la Clase 1 con su CUPRA TCR DSG, por delante de los otros dos coches regulares. Carlos González y Ander Ramos, tras quedar cerca del título de la Copa Racer el año anterior, se proclamaron campeones de España de la Clase 2 del CER con descontento, pues pilotaron solos toda la temporada. La Clase 3 sufrió una sorprendente reactivación, tras la aparición de muchos Renault Clio Cup. Alejandro Iribas se proclamó campeón llevándose la División 4, dos puntos por delante de Busián Fontán y Samuel Gómez, que se hicieron con la División 3 y el Trofeo Nacional Clio.

## Escuderías y pilotos
| Escudería                   | Coche                | N.º     | Pilotos                 | Pilotos                 | Rondas  |
| Clase 1                     | Clase 1              | Clase 1 | Clase 1                 | Clase 1                 | Clase 1 |
| --------------------------- | -------------------- | ------- | ----------------------- | ----------------------- | ------- |
| Baporo Motorsport           | Audi RS3 LMS SEQ     | 13      | Amàlia Vinyes           | Amàlia Vinyes           | 1       |
| Promotion Motorsport        | BMW M2 CS Racing     | 19      | J.M. Smorg              | Fco. Javier Macias      | Todas   |
| Escudería Faraón            | BMW M2 CS Racing     | 21      | Miguel Gómez            | Pedro M. Silvero        | 1       |
| Escudería Faraón            | BMW M2 CS Racing     | 21      | Miguel Gómez            | José Carlos Velasco     | 2-3, 6  |
| Escudería Faraón            | BMW M2 CS Racing     | 21      | Miguel Gómez            | Marcos Botana           | 4-5     |
| RC2 Team                    | CUPRA TCR            | 35      | Ernesto Olhagaray       | Ernesto Olhagaray       | 3       |
| Team Leal Compétition       | Volkswagen Golf 7    | 50      | Michel Leal             | Thomas Leal             | 1       |
| RG Motorsport Development   | CUPRA TCR DSG        | 63      | Miguel A. Romero        | Miguel A. Romero        | 1-5     |
| Team Clairet Sport          | CUPRA TCR            | 65      | Jimmy Clairet           | Stéphane Ventaja        | 6       |
| Clase 2                     |                      |         |                         |                         |         |
| Lurauto KK                  | BMW M240i Racing     | 24      | Carlos González         | Ander Ramos             | 1-3, 6  |
| AGR Competición             | Peugeot 308 Cup      | 50      | Manuel Servillera       | Manuel Servillera       | 5       |
| CD Heads Racing             | Nissan 350Z          | 38      | Arturo Melgar           | Ignacio Cabezas         | 5       |
| Clase 3 - D3                |                      |         |                         |                         |         |
| Team VRT                    | Renault Clio Cup IV  | 2       | Josep Borrell           | Josep Borrell           | Todas   |
| Escudería Ourense           | Renault Clio Cup IV  | 8       | Santiago Vallejo        | Jonathan Solís          | 1, 3-5  |
| Escudería Ourense           | Renault Clio Cup IV  | 8       | Santiago Vallejo        | Marcos Jorge            | 2       |
| Escudería Ourense           | Renault Clio Cup IV  | 8       | Santiago Vallejo        | 6                       |         |
| RX Pro Racing               | Renault Clio Cup IV  | 11      | Busián Fontán           | Samuel Gómez            | Todas   |
| CD Plemar Sport             | Renault Clio Cup IV  | 18      | Jose Luís López         | Álvaro Rodríguez        | Todas   |
| Carayol Team Albors Team    | Renault Clio Cup IV  | 23      | Julio Carayol           |                         | 1       |
| Carayol Team Albors Team    | Renault Clio Cup IV  | 23      | Julio Carayol           | Jose Luis Albors        | 2-4     |
| Carayol Team Albors Team    | Renault Clio Cup IV  | 23      | 5                       | Jose Luis Albors        |         |
| Carayol Team Albors Team    | Renault Clio Cup IV  | 23      | Germán López Balboa     | Jose Luis Albors        | 6       |
| Team VRT                    | Renault Clio Cup IV  | 25      | Javier Cicuéndez        | Javier Cicuéndez        | 3       |
| Team VRT                    | Renault Clio Cup IV  | 25      | José Palomar            | José Palomar            | 4, 6    |
| RX Pro Racing               | Renault Clio Cup IV  | 27      | Jose Antonio Chico      | Iván López              | 2       |
| RX Pro Racing               | Renault Clio Cup IV  | 27      | Jose Antonio Chico      | Pedro J. Herráiz        | 3       |
| RX Pro Racing               | Renault Clio Cup IV  | 27      | Jose Antonio Chico      | Pablo Marcos            | 4       |
| RX Pro Racing               | Renault Clio Cup IV  | 27      | Jose Antonio Chico      | Julio Carayol           | 5-6     |
| FRC Competición             | Ford Fiesta 1.6      | 34      | David García            | Óscar Vergara           | 1       |
| RC2 Team                    | Renault Clio Cup IV  | 37      | David García            | Óscar Vergara           | 4       |
| FRC Competición             | Hyundai Accent       | 80      | Adrián García           | Joel García             | 3       |
| Valencia Equipo Competición | Citroën Saxo 1.6     | 81      | Carlos Acosta           | Carlos Acosta           | 3       |
| Clase 3 - D4                |                      |         |                         |                         |         |
| Peña Autocross Arteixo      | Renault Clio Cup III | 12      | Juan Campos             | Juan Campos             | Todas   |
| Chefo Sport                 | Renault Clio Cup V   | 15      | Alejandro Iribas        |                         | 1       |
| Chefo Sport                 | Renault Clio Cup V   | 15      | Alejandro Iribas        | Iván Hernández          | 2-6     |
| Team VRT                    | Renault Clio Cup IV  | 26      | Alejandro Romero        | Alejandro Romero        | 3       |
| RAC Circuito Guadalope      | Renault Clio Cup V   | 28      | Erik Zabala             | Erik Zabala             | 1       |
| Bandera de Francia          | Ginetta GT5          | 30*     | Henri Pellefigue        | Edouard Atkatlian       | 3-4     |
| Chefo Sport                 | Renault Clio Cup V   | 30      | Jan Nogareda            | Pere Marqués            | 6       |
| Lurauto KK                  | MINI Cup Racer       | 33      | Luis Chillida           | Asi Goros               | Todas   |
| Bandera de Francia          | Renault Clio Cup III | 35      | Edouard Audigane        | Dimitri Pivert          | 6       |
| UCAV Racing                 | Audi TT              | 36      | Carlos Álvarez          | Daniel Domínguez        | 1       |
| UCAV Racing                 | Audi TT              | 36      | Carlos Álvarez          | Lorenzo López           | 2, 6    |
| UCAV Racing                 | Audi TT              | 36      | Carlos Álvarez          | Daniel Domínguez        | 3-4     |
| UCAV Racing                 | Audi TT              | 36      | Carlos Álvarez          | José Santos             | 5-6     |
| RAC Circuito Guadalope      | Renault Clio Cup V   | 37      | Iván Hernández          | Alba Vázquez            | 1       |
| AST Competición             | Renault Clio Cup V   | 38      | Mauro Tim Polderman     | Mauro Tim Polderman     | 4, 6    |
| Bandera de Francia          | Renault Clio Cup III | 39      | François Samy           | Sylvain Fournier        | 6       |
| Escudería La Mota           | Hyundai Cup v6       | 40      | Jesus Rodríguez Jiménez | Jesus Rodríguez Jiménez | Todas   |
| FRC Competición             | Ford Fiesta 1.0      | 51      | Joan Socias             | Joan Socias             | 3       |
| FRC Competición             | Ford Fiesta 1.0      | 52      | Christian Gato          | Christian Gato          | 3       |
| FRC Competición             | Ford Fiesta 1.0      | 53      | Óscar Vergara           | Óscar Vergara           | 3       |
| FRC Competición             | Ford Fiesta 1.0      | 54      | David García            | David García            | 3       |
| Paradinas Motorsport        | MINI Cup Racer       | 56      | Manuel Cañizares        | Manuel Cañizares        | 3       |
| FRC Competición             | Audi TT              | 80*     | Vicente Vallés          | Vicente Vallés          | 3-4, 6  |
| ACM Alicante                | Hyundai Getz Cup     | 82      | Esteban Palacios        | Esteban Palacios        | 4       |

## Calendario
| Ronda | Duración carreras (+1 v.) | Circuito                           | Fecha               |
| ----- | ------------------------- | ---------------------------------- | ------------------- |
| 1†    | 48' x2                    | Circuito de Navarra                | 1-2 de abril        |
| 2     | 48' x2                    | Autódromo Internacional do Algarve | 6-7 de mayo         |
| 3     | 48' x2                    | Motorland Aragón                   | 17-18 de junio      |
| 4     | 48' x2                    | Circuito Ricardo Tormo             | 23-24 de septiembre |
| 5     | 48' x2                    | Circuito de Jerez                  | 11-12 de noviembre  |
| 6     | 2h                        | Circuito de Cataluña               | 1-2 de diciembre    |

†: Los resultados de la segunda carrera de la temporada se suspendieron debido al no poder establecer una clasificación final oficial tras fallos con el protocolo del coche de seguridad.

## Clasificaciones
| Pos                                       | Piloto                  | Piloto                  | Div.    | NAV     | NAV     | ALG     | ALG     | ARA     | ARA     | CRT     | CRT     | JER     | JER     | CAT     | Retención      | Pts     |
| Clase 1                                   | Clase 1                 | Clase 1                 | Clase 1 | Clase 1 | Clase 1 | Clase 1 | Clase 1 | Clase 1 | Clase 1 | Clase 1 | Clase 1 | Clase 1 | Clase 1 | Clase 1 | Clase 1        | Clase 1 |
| ----------------------------------------- | ----------------------- | ----------------------- | ------- | ------- | ------- | ------- | ------- | ------- | ------- | ------- | ------- | ------- | ------- | ------- | -------------- | ------- |
| 1                                         | Miguel A. Romero        | Miguel A. Romero        |         | 2       | C       | 1       | 6       | 1       | 2       | 3       | 1       | 2       | 1       |         |                | 257,6   |
| 2                                         | J.M. Smorg              | Fco. Javier Macias      |         | 3       | C       | 3       | 1       | 9       | 3       | 1       | 2       | 5       | 3       | 1       | (271,2 - 22,4) | 248,8   |
| 3                                         | Miguel Gómez            | Miguel Gómez            |         | WD      | C       | 2       | 2       | 2       | 4       | 2       | 3       | 4       | 2       | 2       |                | 236     |
| 4                                         | José Carlos Velasco     | José Carlos Velasco     |         |         |         | 2       | 2       | 2       | 4       |         |         |         |         | 2       |                | 138     |
| 5                                         | Marcos Botana           | Marcos Botana           |         |         |         |         |         |         |         | 2       | 3       | 4       | 2       |         |                | 98      |
| 6                                         | Ernesto Olhagaray       | Ernesto Olhagaray       |         |         |         |         |         | Ret     | 1       |         |         |         |         |         |                | 36      |
| 7                                         | Amàlia Vinyes           | Amàlia Vinyes           |         | 1       | C       |         |         |         |         |         |         |         |         |         |                | 36      |
| 8                                         | Michel Leal             | Thomas Leal             |         | 5       | C       |         |         |         |         |         |         |         |         |         |                | 21,6    |
|                                           | Pedro M. Silvero        | Pedro M. Silvero        |         | WD      | C       |         |         |         |         |         |         |         |         |         |                |         |
| Pilotos no aptos para puntuar ni bloquear |                         |                         |         |         |         |         |         |         |         |         |         |         |         |         |                |         |
|                                           | Jimmy Clairet           | Stéphane Ventaja        |         |         |         |         |         |         |         |         |         |         |         | Ret     |                |         |
| Clase 2                                   |                         |                         |         |         |         |         |         |         |         |         |         |         |         |         |                |         |
| 1                                         | Carlos González         | Ander Ramos             |         | 4       | C       | 4       | 3       | 3       | 5       |         |         |         |         | 5       |                | 126     |
| 2                                         | Manuel Servillera       | Manuel Servillera       |         |         |         |         |         |         |         |         |         | 1       | DNS     |         |                | 24      |
| 3                                         | Arturo Melgar           | Ignacio Cabezas         |         |         |         |         |         |         |         |         |         | 3       | Ret     |         |                | 21,6    |
| Clase 3                                   |                         |                         |         |         |         |         |         |         |         |         |         |         |         |         |                |         |
| 1                                         | Alejandro Iribas        | Alejandro Iribas        | D4      | 10      | C       | 5       | Ret     | 6       | 11      | 9       | Ret     | 7       | 8       | 15      |                | 296     |
| 2                                         | Busián Fontán           | Samuel Gómez            | D3      | 6       | C       | 6       | 5       | Ret     | 8       | 6       | 16      | 8       | 5       | 10      |                | 294     |
| 3                                         | Josep Borrell           | Josep Borrell           | D3      | 7       | C       | 7       | 7       | 13      | 7       | 10      | 4       | 9       | 10      | 7       | (308 - 20)     | 288     |
| 4                                         | Iván Hernández          | Iván Hernández          | D4      | 14      | C       | 5       | Ret     | 6       | 11      | 9       | Ret     | 7       | 8       | 15      |                | 284     |
| 5                                         | Juan Campos             | Juan Campos             | D4      | 12      | C       | 10      | DNS     | 11      | 12      | 13      | 15      | 14      | 11      | 11      |                | 280,4   |
| 6                                         | Santiago Vallejo        | Santiago Vallejo        | D3      | 13      | C       | 8       | 4       | 12      | 15      | 7       | 7       | 10      | 9       | 8       | (278 - 14)     | 264     |
| 7                                         | Luis Chillida           | Asi Goros               | D4      | 15      | C       | 13      | 9       | 10      | 16      | 14      | 11      | 13      | 13      | 12      | (281,6 - 20)   | 261,6   |
| 8                                         | Jose Luís López         | Álvaro Rodríguez        | D3      | 8       | C       |         |         | 7       | 10      | 5       | 5       | 12      | 4       | 9       |                | 256     |
| 9                                         | Julio Carayol Casas     | Julio Carayol Casas     | D3      | 11      | C       | 9       | 8       | 8       | 13      | 16      | 10      | 6       | 6       | 6       | (262 - 10)     | 252     |
| 10                                        | Jose Antonio Chico      | Jose Antonio Chico      | D3      |         |         | 11      | 6       | Ret     | 9       | 8       | 9       | 6       | 6       | 6       |                | 240     |
| 11                                        | Carlos Álvarez          | Carlos Álvarez          | D4      | 16      | C       | 12      | 10      | 19      | 21      | 18      | 13      | 11      | 12      | 18      |                | 214     |
| 12                                        | Jonathan Solis          | Jonathan Solis          | D3      | 13      | C       |         |         | 12      | 15      | 7       | 7       | 9       | 4       |         |                | 170     |
| 13                                        | José Luis Albors        | José Luis Albors        | D3      |         |         | 9       | 5       | 8       | 13      | 16      | 10      | 16      | Ret     | 14      |                | 158     |
| 14                                        | Mauro Tim Polderman     | Mauro Tim Polderman     | D4      |         |         |         |         |         |         | 4       | 6       |         |         | 3       |                | 132     |
| 15                                        | José Palomar            | José Palomar            | D3      |         |         |         |         |         |         | 12      | 8       |         |         | 4       |                | 90      |
| 16                                        | Javier Cicuéndez        | Javier Cicuéndez        | D3      |         |         |         |         | 4       | 6       |         |         |         |         |         |                | 80      |
| 17                                        | Daniel Domínguez        | Daniel Domínguez        | D4      | 16      | C       |         |         | 19      | 21      | 18      | 13      |         |         |         |                | 78      |
| 18                                        | Henri Pellefigue        | Edouard Atkatlian       | D3      |         |         |         |         | 16      | 17      |         |         |         |         |         |                | 76      |
| 18                                        | Henri Pellefigue        | Edouard Atkatlian       | D4      |         |         |         |         |         |         | 15      | 12      |         |         |         |                | 76      |
| 19                                        | Alejandro Romero        | Alejandro Romero        | D4      |         |         |         |         | 5       | 14      |         |         |         |         |         |                | 72      |
| 20                                        | Marcos Jorge            | Marcos Jorge            | D3      |         |         | 8       | 4       |         |         |         |         |         |         |         |                | 72      |
| 21                                        | David García            | David García            | D3      | Ret     | C       |         |         |         |         | 11      | 14      |         |         |         |                | 66      |
| 21                                        | David García            | David García            | D4      |         |         |         |         | 14      | 19      |         |         |         |         |         |                | 66      |
| 21                                        | Jesús Rodríguez Jiménez | Jesús Rodríguez Jiménez | D4      |         |         |         |         | WD      | WD      |         |         | 15      | 7       |         |                | 60      |
| 22                                        | José Santos             | José Santos             | D4      |         |         |         |         |         |         |         |         | 11      | 12      | 18      |                | 60      |
| 23                                        | Lorenzo López           | Lorenzo López           | D4      |         |         | 12      | 10      |         |         |         |         |         |         | 18      |                | 54      |
| 23                                        | Ivan López              | Ivan López              | D3      |         |         | 11      | 6       |         |         |         |         |         |         |         |                | 52      |
| 24                                        | Pablo Marcos            | Pablo Marcos            | D3      |         |         |         |         |         |         | 8       | 9       |         |         |         |                | 44      |
| 25                                        | Erik Zabala             | Erik Zabala             | D4      | 9       | C       |         |         |         |         |         |         |         |         |         |                | 40      |
| 26                                        | Joan Socias             | Joan Socias             | D4      |         |         |         |         | 17      | 18      |         |         |         |         |         |                | 36      |
| 27                                        | Óscar Vergara           | Óscar Vergara           | D3      | Ret     | C       |         |         |         |         | 11      | 14      |         |         |         |                | 30      |
| 28                                        | Pedro J. Herraiz        | Pedro J. Herraiz        | D3      |         |         |         |         | Ret     | 9       |         |         |         |         |         |                | 24      |
| 29                                        | Alba Vázquez            | Alba Vázquez            | D4      | 14      | C       |         |         |         |         |         |         |         |         |         |                | 24      |
| 29                                        | Christian Gato          | Christian Gato          | D4      |         |         |         |         | 18      | Ret     |         |         |         |         |         |                | 14      |
| 30                                        | Marcelo Torres          | Carlos Sánchez          | D3      |         |         |         |         | 15      | 20      |         |         |         |         |         |                | 24      |
|                                           | Manuel Cañizares        | Manuel Cañizares        | D4      |         |         |         |         | Ret     | Ret     |         |         |         |         |         |                |         |
|                                           | Vicente Vallés          | Vicente Vallés          | D4      |         |         |         |         | WD      | WD      | DNS     | Ret     |         |         | Ret     |                |         |
| Pilotos no aptos para puntuar ni bloquear |                         |                         |         |         |         |         |         |         |         |         |         |         |         |         |                |         |
|                                           | Jan Nogareda            | Pere Marqués            | D4      |         |         |         |         |         |         |         |         |         |         | 13      |                |         |
|                                           | Germán López Balboa     | Germán López Balboa     | D3      |         |         |         |         |         |         |         |         |         |         | 14      |                |         |
|                                           | François Samy           | Sylvain Fournier        | D4      |         |         |         |         |         |         |         |         |         |         | 16      |                |         |
|                                           | Esteban Palacios        | Esteban Palacios        | D4      |         |         |         |         |         |         | 17      | DNS     |         |         |         |                |         |
|                                           | Edouard Audigane        | Dimitri Pivert          | D4      |         |         |         |         |         |         |         |         |         |         | 17      |                |         |
|                                           | Adrián García           | Joel García             | D3      |         |         |         |         | 20      | DNS     |         |         |         |         |         |                |         |
|                                           | Carlos Acosta           | Carlos Acosta           | D3      |         |         |         |         | 21      | DNS     |         |         |         |         |         |                |         |
| Pos                                       | Piloto                  | Piloto                  | Div.    | NAV     | NAV     | ALG     | ALG     | ARA     | ARA     | CRT     | CRT     | JER     | JER     | CAT     | Retención      | Pts     |

### Trofeo Nacional Clio
Sistema de puntuación
| Posición | 1º | 2º | 3º | 4º | 5º | 6º | 7º | 8º | 9º | 10º |
| -------- | -- | -- | -- | -- | -- | -- | -- | -- | -- | --- |
| Puntos   | 16 | 12 | 10 | 8  | 6  | 5  | 4  | 3  | 2  | 1   |

| Pos                                       | Piloto              | Piloto              | Clio | NAV | NAV | ALG | ALG | ARA | ARA | CRT | CRT | JER | JER | CAT | Retención | Pts |
| ----------------------------------------- | ------------------- | ------------------- | ---- | --- | --- | --- | --- | --- | --- | --- | --- | --- | --- | --- | --------- | --- |
| 1                                         | Busián Fontán       | Samuel Gómez        | IV   | 1   | C   | 2   | 2   | Ret | 3   | 3   | 10  | 3   | 2   | 7   |           | 87  |
| 2                                         | Josep Borrell       | Josep Borrell       | IV   | 2   | C   | 3   | 4   | 8   | 2   | 7   | 1   | 4   | 6   | 4   | (86 - 3)  | 83  |
| 3                                         | Jose Luís López     | Álvaro Rodríguez    | IV   | 3   | C   |     |     | 4   | 5   | 2   | 2   | 6   | 1   | 6   |           | 74  |
| 4                                         | Jose Antonio Chico  | Jose Antonio Chico  | IV   |     |     | 7   | 3   | Ret | 4   | 5   | 6   | 1   | 3   | 3   |           | 69  |
| 5                                         | Julio Carayol Casas | Julio Carayol Casas | IV   | 6   | C   | 5   | 5   | 5   | 8   | 11  | 7   | 1   | 3   | 3   |           | 66  |
| 6                                         | Santiago Vallejo    | Santiago Vallejo    | IV   | 8   | C   | 4   | 1   | 7   | 10  | 4   | 4   | 5   | 5   | 5   | (66 - 1)  | 65  |
| 7                                         | Alejandro Iribas    | Alejandro Iribas    | V    | 5   | C   | 1   | Ret | 3   | 6   | 6   | Ret | 2   | 4   | 11  |           | 63  |
| 8                                         | Iván Hernández      | Iván Hernández      | V    | 9   | C   | 1   | Ret | 3   | 6   | 6   | Ret | 2   | 4   | 11  |           | 59  |
| 9                                         | Mauro Tim Polderman | Mauro Tim Polderman | V    |     |     |     |     |     |     | 1   | 3   |     |     | 1   |           | 42  |
| 10                                        | Jonathan Solis      | Jonathan Solis      | IV   | 8   | C   |     |     | 7   | 10  | 4   | 4   | 5   | 5   |     |           | 36  |
| 11                                        | Javier Cicuéndez    | Javier Cicuéndez    | IV   |     |     |     |     | 1   | 1   |     |     |     |     |     |           | 32  |
| 12                                        | Juan Campos         | Juan Campos         | III  | 7   | C   | 6   | DNS | 6   | 7   | 10  | 9   | 7   | 7   | 8   |           | 32  |
| 13                                        | José Luis Albors    | José Luis Albors    | IV   |     |     | 5   | 5   | 5   | 8   | 11  | 7   | 8   | Ret | 10  |           | 30  |
| 14                                        | Marcos Jorge        | Marcos Jorge        | IV   |     |     | 4   | 1   |     |     |     |     |     |     |     |           | 24  |
| 15                                        | José Palomar        | José Palomar        | IV   |     |     |     |     |     |     | 9   | 5   |     |     | 2   |           | 20  |
| 16                                        | Alejandro Romero    | Alejandro Romero    | V    |     |     |     |     | 2   | 9   |     |     |     |     |     |           | 14  |
| 17                                        | Ivan López          | Ivan López          | IV   |     |     | 7   | 3   |     |     |     |     |     |     |     |           | 14  |
| 18                                        | Pablo Marcos        | Pablo Marcos        | IV   |     |     |     |     |     |     | 5   | 6   |     |     |     |           | 11  |
| 19                                        | Erik Zabala         | Erik Zabala         | V    | 4   | C   |     |     |     |     |     |     |     |     |     |           | 8   |
| 20                                        | Pedro J. Herraiz    | Pedro J. Herraiz    | IV   |     |     |     |     | Ret | 4   |     |     |     |     |     |           | 8   |
| 21                                        | David García        | Óscar Vergara       | IV   |     |     |     |     |     |     | 8   | 8   |     |     |     |           | 6   |
| 22                                        | Alba Vázquez        | Alba Vázquez        | V    | 9   | C   |     |     |     |     |     |     |     |     |     |           | 2   |
| Pilotos no aptos para puntuar ni bloquear |                     |                     |      |     |     |     |     |     |     |     |     |     |     |     |           |     |
|                                           | Jan Nogareda        | Pere Marqués        | V    |     |     |     |     |     |     |     |     |     |     | 9   |           |     |
|                                           | Germán López Balboa | Germán López Balboa | IV   |     |     |     |     |     |     |     |     |     |     | 10  |           |     |
|                                           | François Samy       | Sylvain Fournier    | III  |     |     |     |     |     |     |     |     |     |     | 12  |           |     |
|                                           | Edouard Audigane    | Dimitri Pivert      | III  |     |     |     |     |     |     |     |     |     |     | 13  |           |     |
| Pos                                       | Piloto              | Piloto              | Clio | NAV | NAV | ALG | ALG | ARA | ARA | CRT | CRT | JER | JER | CAT | Retención | Pts |